# Koks

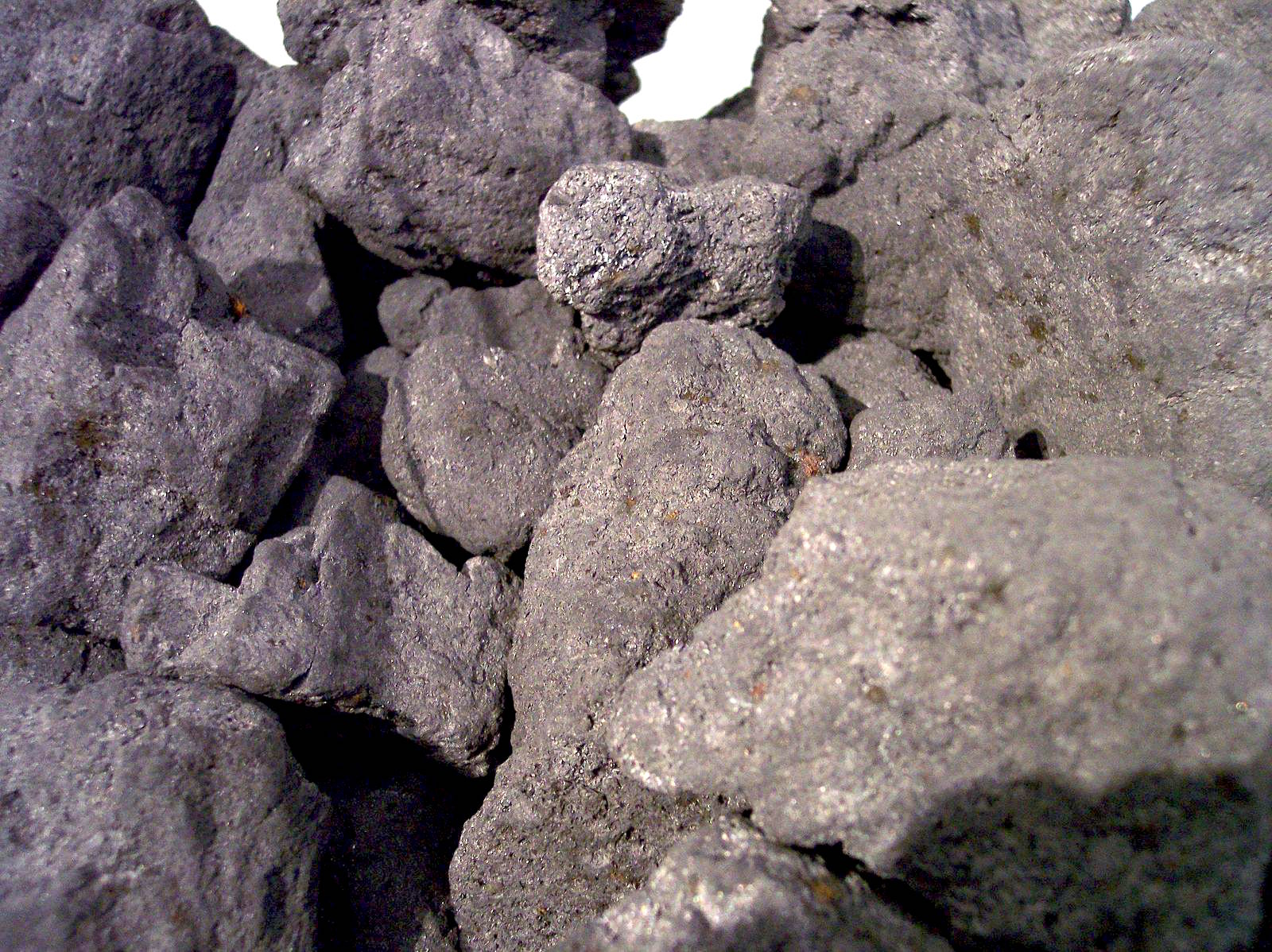
Koks

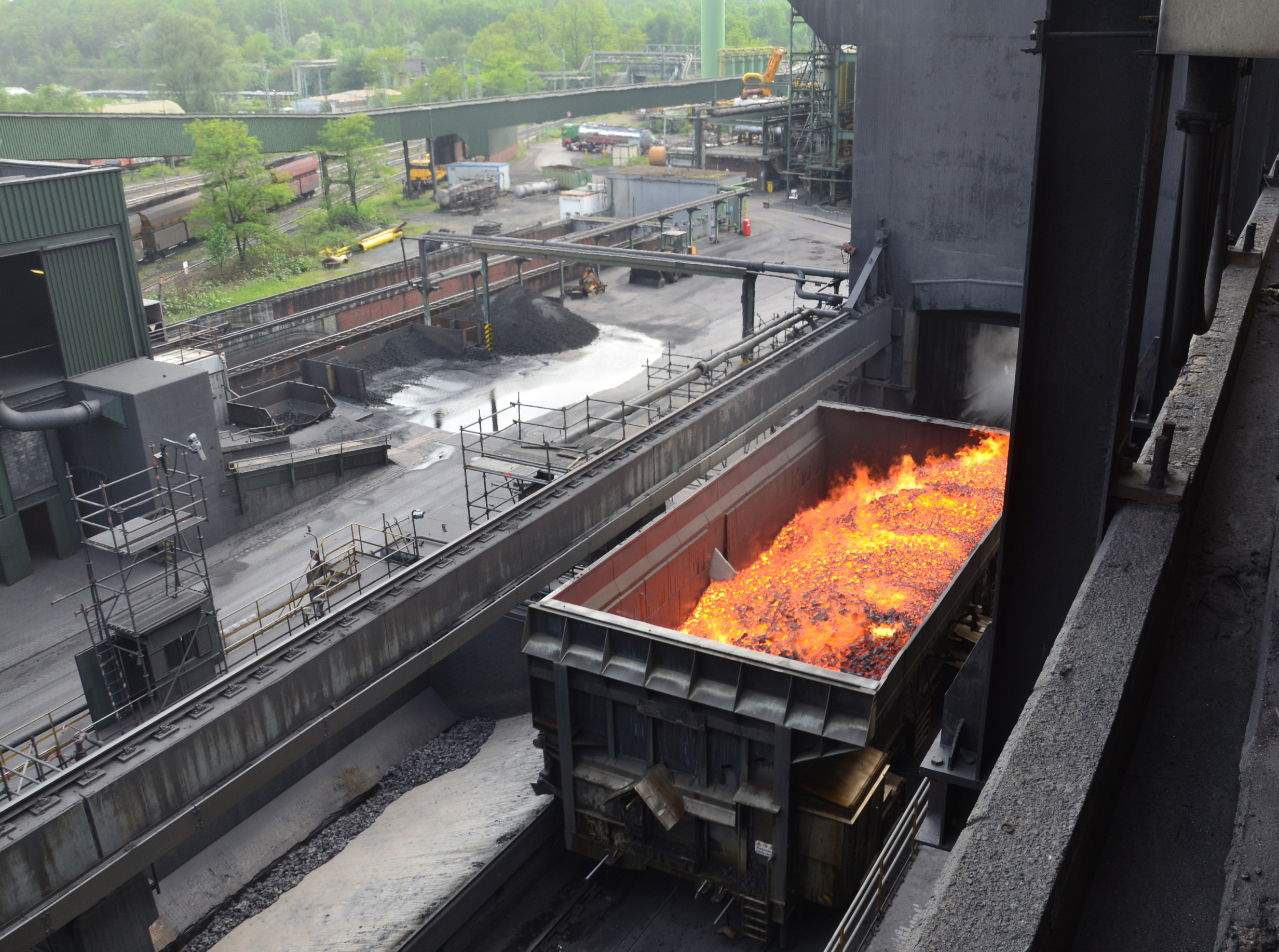
Rozżarzony koks, zaraz po skoksowaniu

Koks – paliwo uzyskiwane przemysłowo w koksowniach poprzez koksowanie (wygrzewanie) węgla kamiennego w temperaturze 600–1200 °C w specjalnie w tym celu skonstruowanym piecu koksowniczym za pomocą gazów spalinowych przy ograniczonym dostępie tlenu. Jest to paliwo o wyższej wartości opałowej od zwykłego węgla kopalnego. Wzrost ten jest spowodowany zwiększeniem zawartości węgla pierwiastkowego w paliwie, która może wynosić 90–95% (w przypadku stosowania specjalnych gatunków węgla oraz odpowiedniej technologii można uzyskać koks o zawartości nawet do 98% węgla pierwiastkowego). W procesie koksowania z surowego węgla usuwane są gazy, ciecze oraz inne substancje (głównie organiczne) ulegające pirolizie w tych temperaturach.
Koks jest szaroczarnym, porowatym ciałem stałym o charakterystycznym zapachu gazów koksowniczych. Wtórnie jest zanieczyszczony częścią tych gazów oraz niewielką ilością produktów rozkładu substancji towarzyszących węglowi kamiennemu.
Rodzaje koksu to:
• koks wielkopiecowy
• koks metalurgiczny
• koks odlewniczy
• koks opałowy.
Wykorzystywany jest przede wszystkim w wytopie żelaza w wielkich piecach w hutach (spełnia trzy podstawowe zadania: jest paliwem, reduktorem oraz pełni funkcję swoistego rusztowania pozwalającego na przepuszczanie gazów powstających podczas procesu). Stosuje się go także jako wysokiej jakości paliwo do opalania kotłów grzewczych (zarówno w kotłowniach, jak i warsztatach oraz gospodarstwach indywidualnych) oraz w odlewniach metali.